# Pseudoheterolebes chilomycteri
Pseudoheterolebes chilomycteri är en plattmaskart. Pseudoheterolebes chilomycteri ingår i släktet Pseudoheterolebes och familjen Opistholebetidae. Inga underarter finns listade i Catalogue of Life.